# Mildred Pabón Charneco
Mildred Gail Pabón Charneco (nacida el 27 de noviembre de 1957 en San Juan, Puerto Rico) es una jurista puertorriqueña que actualmente se desempeña como Juez Asociada del Tribunal Supremo de Puerto Rico después de ser nombrada para el cargo el 4 de febrero de 2009 por el gobernador Luis Fortuño. Ella ocupó la vacante creada por la muerte del Juez Asociado Jaime Fuster en 2007. La jueza Pabón Charneco es la cuarta mujer en servir en este Tribunal.
Antes de servir como Jueza Asociada, se desempeñó durante más de nueve años como juez en el Tribunal de Apelaciones de Puerto Rico y como asesora legislativa del Gobernador Pedro Rosselló. Antes de ejercer como jueza de apelaciones, laboró como asesora legal III en la Oficina de Servicios Legislativos de Puerto Rico y en la práctica privada.